# If I Could Only Remember My Name
If I Could Only Remember My Name è il primo album solista di David Crosby, pubblicato nel febbraio 1971.

## Composizione e pubblicazione
L'album fu registrato al Wally Heiders di San Francisco e prodotto dallo stesso David Crosby. Molti sono gli artisti celebri che figurano tra i crediti del disco: oltre ai componenti dei Crosby, Stills, Nash & Young, vi sono citati, tra gli altri, i Grateful Dead, i Jefferson Airplane e Joni Mitchell. Caratterizzato da atmosfere intime e malinconiche, If I Could Only Remember My Name è ritenuto dalla critica specialistica un "testamento del sogno hippie".
Il disco venne pubblicato dalla Atlantic Records il mese di febbraio del 1971. Dall'album vennero estratti, lo stesso anno, i singoli Music Is Love e Orleans.

## Accoglienza
| Recensione       | Giudizio        |
| ---------------- | --------------- |
| AllMusic         | [ 5 ]           |
| Robert Christgau | D-              |
| Sputnikmusic     | 4.2 (Excellent) |
| Piero Scaruffi   | [ 2 ]           |
| OndaRock         | Pietra miliare  |

If I Could Only Remember My Name è considerato il capolavoro dell'artista. Figura tra i dischi elencati in un libro di Eddy Cilìa e Federico Guglielmi dedicato a 500 album "fondamentali" della musica rock. e venne inserito al dodicesimo posto nella classifica statunitense The Billboard 200 (3 aprile 1971).
Secondo Piero Scaruffi, If I Could Only Remember My Name: «rappresenta il momento di massimo raccoglimento, di riflusso dal pubblico al privato, dalla comune all'individuo (…) Un'architettura timbrica e armonica quasi barocca, una testarda retorica dell'estasi, un tenue estetismo vocale e un forte impressionismo pittorico fanno di questo disco un'opera unica».

## Tracce
Lato A
1. Music Is Love – 3:16 (Graham Nash, Neil Young, David Crosby)
2. Cowboy Movie – 8:02 (David Crosby)
3. Tamalpais High (At About 3) – 3:28 (David Crosby)
4. Laughing – 5:20 (David Crosby)

Lato B
1. What Are Their Names – 4:09 (Neil Young, Jerry Garcia, Phil Lesh, Michael Shreve, David Crosby)
2. Traction in the Rain – 3:40 (David Crosby)
3. Song with No Words (Tree with No Leaves) – 5:53 (David Crosby)
4. Orleans – 1:56 (Tradizionale; arrangiamento di David Crosby)
5. I'd Swear There Was Somebody Here – 1:19 (David Crosby)

## Formazione
- David Crosby - chitarra, voce, produzione
- Graham Nash - chitarra, voce
- Neil Young - chitarra, percussioni, voce
- Jerry Garcia - chitarra
- Phil Lesh - basso
- Mickey Hart - batteria
- Bill Kreutzmann - tamburello
- Jorma Kaukonen - chitarra
- Joni Mitchell - voce
- Paul Kantner - voce
- Grace Slick - voce
- David Freiberg - voce
- Laura Allan - autoharp, voce
- Jack Casady - basso
- Michael Shrieve - batteria
- Gregg Rolie - pianoforte
- Stephen Barncard - ingegnere delle registrazioni
- Henry Lewy - ingegnere aggiunto delle registrazioni (solo nel brano: Music Is Love)
- Robert Hammer - fotografia copertina frontale album
- Henry Diltz, Herb Greene, Salli Sasche, Joel Bernstein, Graham Nash, Ronald Stone e altri - fotografie interno copertina album
- Gary Burden - direzione artistica e design album
- Elliot Roberts e Gary Burden - management
- David Geffen - direzione
- For My Lady Christine Gail Hinton (dedica)